# Rickard Sarby
Erik Rickard Sarby (Dannemora, 19 september 1912 – Uppsala, 10 februari 1977) was een Zweeds zeiler. Hij nam deel aan de Olympische Zomerspelen in 1948, 1952 en 1956 en eindigde respectievelijk als vierde, derde en vijfde.
Sarby werd geboren in Dannemora nabij Uppsala. Hij verhuisde naar die stad in de dertiger jaren, werkte er als kapper en zeilde daarnaast in zijn vrije tijd. Later werd hij bootbouwer. Hij is vooral bekend als ontwerper van de Finn, een eenpersoonsboot waarin tijdens Olympische zeilwedstrijden worden gevaren.